# لوریو
لوریو (آلمانی: Loriot؛ ۱۲ نوامبر ۱۹۲۳ – ۲۲ اوت ۲۰۱۱) با نام اصلی برنهارد-ویکتور کریستف-کارل فون بولو یک کمدین، کارتونیست، کارگردان فیلم، هنرپیشه، نویسنده و فیلم‌نامه‌نویس اهل آلمان بود.
از فیلم‌ها یا برنامه‌های تلویزیونی که وی در آن نقش داشته‌است می‌توان به طولانی‌ترین روز و پل اشاره کرد.

## پیشینه
لوریو از یک خانواده اشرافی با نفوذ از روستای بولو در نزدیکی رهنا بود که برای نسل‌ها افسران و مقامات کلیسایی و سکولار مختلفی از این خانواده آمده بودند.  پدر و مادر او زندگی زناشویی چندان شادی نداشتند و آدر سال ۱۹۲۸ طلاق گرفتند. از سال ۱۹۲۷ کارل فون بولو با برادرش نزد مادربزرگشان زندگی می.کرد.  در سال ۱۹۳۲ پدرش دوباره ازدواج کرد و سال بعد، آن دو با پدرشان که اکنون در اشتوتگارت زندگی می‌کرد به خانه بازگشتند.  در آنجا فون بولو در دبیرستان ابرهارد-لودویگز تحصیل کرد.